# Birthe Wilke

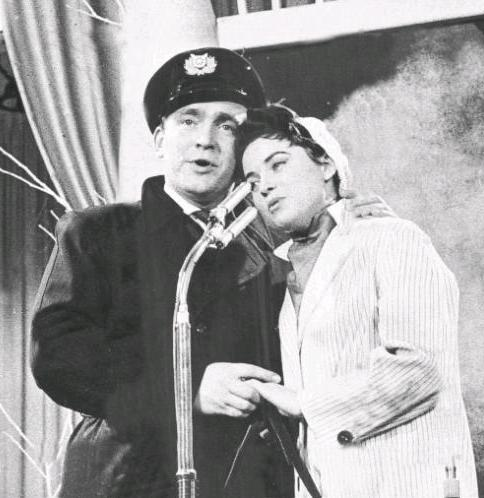
Birthe Wilke en Gustav Winckler tijdens het Eurovisiesongfestival 1957

Birthe Wilke (Kopenhagen, 19 maart 1936) is een populaire Deense zangeres.
Als tiener won Wilke een talentenwedstrijd. In 1956 nam ze Que Sera Sera op en werd zo de Deense Doris Day genoemd.
In 1957 was ze samen met Gustav Winckler de eerste deelnemer voor Denemarken op het Eurovisiesongfestival. Ze zorgden voor een derde plaats met het lied Skibet skal sejle i nat. Aan het einde van het lied gaven ze elkaar een kus, maar omdat er geen teken was afgesproken wanneer de kus moest eindigen duurde deze maar liefst veertien seconden.
Na haar eerste songfestivaloptreden nam Wilke nog enkele malen deel aan de Dansk Melodi Grand Prix, de Deense voorselectie voor het Eurovisiesongfestival. In 1958 deed ze dit opnieuw met Gustav Winckler, maar zonder succes. In 1959 lukte het haar wel solo, waarbij ze met het lied Uh jeg ville ønske jeg var dig op de vijfde plaats eindigde in Cannes. In het begin van de jaren 60 nam ze ook steevast deel aan de nationale voorronde, maar ze slaagde er niet in om Denemarken voor een derde keer op het songfestival te vertegenwoordigen.
In 1966 nam Wilke afscheid van de showbusiness, maar keerde kort terug in 1973. In 2005 was ze te zien bij Congratulations, de jubileumshow ter ere van het vijftigjarig bestaan van het songfestival.
1957: Birthe Wilke & Gustav Winckler · 
1958: Raquel Rastenni · 
1959: Birthe Wilke · 
1960: Katy Bødtger · 
1961: Dario Campeotto · 
1962: Ellen Winther · 
1963: Grethe & Jørgen Ingmann · 
1964: Bjørn Tidmand · 
1965: Birgit Brüel · 
1966: Ulla Pia · 
1978: Mabel · 
1979: Tommy Seebach · 
1980: Bamses Venner · 
1981: Tommy Seebach & Debbie Cameron · 
1982: Brixx · 
1983: Gry Johansen · 
1984: Hot Eyes · 
1985: Hot Eyes · 
1986: Trax · 
1987: Anne Cathrine Herdorf & Bandjo · 
1988: Hot Eyes · 
1989: Birthe Kjær · 
1990: Lonnie Devantier · 
1991: Anders Frandsen · 
1992: Lotte Nilsson & Kenny Lübcke · 
1993: Tommy Seebach Band · 
1995: Aud Wilken · 
1997: Kølig Kaj · 
1999: Michael Teschl & Trine Jepsen · 
2000: Olsen Brothers · 
2001: Rollo & King · 
2002: Malene · 
2004: Tomas Thordarson · 
2005: Jakob Sveistrup · 
2006: Sidsel Ben Semmane · 
2007: DQ · 
2008: Simon Mathew · 
2009: Niels Brinck · 
2010: Chanée & N'evergreen · 
2011: A Friend in London · 
2012: Soluna Samay · 
2013: Emmelie de Forest · 
2014: Basim · 
2015: Anti Social Media · 
2016: Lighthouse X · 
2017: Anja Nissen · 
2018: Rasmussen · 
2019: Leonora · 
2021: Fyr & Flamme · 
2022: REDDI · 
2023: Reiley · 
2024: Saba · 
2025: Sissal
- Biblioteca Nacional de España: XX1537472
- Gemeinsame Normdatei: 1265476284
- International Standard Name Identifier: 0000 0000 6029 4777
- MusicBrainz: 134f6a64-c08c-4d9e-8a73-71d1be8bfaf2
- Virtual International Authority File: 72149196251274790292